# Charles Talbot Porter
Charles Talbot Porter (Auburn, Nova Iorque, 18 de janeiro de 1826 – 28 de agosto de 1910) foi um advogado e engenheiro mecânico estadunidense, inventor de dispositivos mecânicos, particularmente o motor a vapor de alta velocidade. Recebeu a Medalha John Fritz de 1909.
Porter obteve um diploma de advogado no Hamilton College em 1845, começando sua carreira como advogado, tornando-se um dos principais engenheiros dos Estados Unidos de sua época.

### Publicações sobre Charles Talbot Porter
- Mayr, Otto. "„Von Charles Talbot Porter zu Johann Friedrich Radinger: Die Anfänge der schnelllaufenden Dampfmaschine und der Maschinendynamik”." Technikgeschichte 40.1 (1973): 1-32.
- Mayr, Otto. "Yankee practice and engineering theory: Charles T. Porter and the dynamics of the high-speed steam engine." Technology and culture (1975): 570-602.